# Sojoez 32
Sojoez 32 was een Russische bemande ruimtevlucht uit 1979. Doel van deze vlucht was werkzaamheden uitvoeren aan boord van het Russische ruimtestation Saljoet 6. Deze vlucht zou het toenmalige Amerikaanse ruimteduurrecord verpulveren. De bemanning zat enige tijd vast in het station, omdat Sojoez 33 tijdens de koppelfase grote technische problemen ondervond met de hoofdmotor. Zij werd ten slotte opgehaald door de onbemande Sojoez 34. 

## Algemene informatie

### Bemanning
De bemanning bestond uit twee kosmonauten. Luitenant-kolonel Vladimir Ljachov fungeerde tijdens zijn eerste vlucht als commandant. Voor boordwerktuigkundige Valeri Rjoemin betekende deze missie een herkansing: zijn eerste vlucht aan boord van Sojoez 25 eindigde in een noodlanding. Sojoez 32 had een gewicht van 6600 kg.

### Lancering
De Sojoez 32 werd gelanceerd op 25 februari 1979 met behulp van een Sojoez draagraket vanaf Bajkonoer. De capsule kwam in een baan met een hoogste punt van 283 km, een laagste punt van 244 km bij een omlooptijd van 89.6 minuten. De inclinatie bedroeg 51,6° en de excentriciteit 0,00293. Op 26 februari voerde Sojoez 32 een geslaagde koppeling uit met het station.

### Missiedoelen
Deze missie had meerdere doelen. Naast het verrichten van experimenten, voerde de bemanning reparaties uit en verving defecte apparatuur.

## Vluchtverloop

### Natuurkundige en scheikundige experimenten
Ljachov en Rjoemin deden meer dan 50 experimenten met microzwaartekracht, om "...monokristallen te krijgen van geleidende materialen, metaallegeringen en samenstellingen...". Een ander experiment betrof galvanisatie in het luchtledige onder invloed van microzwaartekracht "...door verdamping, gevolgd door condensatie...". Dit soort vage en algemene omschrijvingen typeerde de toenmalige Sovjet-Unie, die de Westerse pers niet bepaald uitvoerige perscommuniqués ter hand stelde.

### Reparaties
De kosmonauten vervingen de defecte Kristall-oven door een nieuwe. Verder repareerden ze een lekkende brandstoftank. De ontwerpers van de Saljoet hadden deze technische problemen voorzien; het station was voor deze situaties daarom uitgerust met reservetanks. Brandstof lekte in de stikstoftanks die de brandstoftank onder druk hielden. Dit leverde weliswaar geen direct gevaar op voor de werking van hoofdmotor of bemanning, echter de kans op beschadigde ventielen kon men niet uitsluiten. De bemanning roteerde het station in een poging om de tank te ledigen, spoelde deze vervolgens uit met stikstof en sloot hem af.

### Progress 5
Intussen meerde een onbemand vrachtschip aan, waarvan het uitladen vier dagen in beslag nam. Progress 5 bracht 1000 kg brandstof en 1300 kg voorraden (verdeeld over 300 stuks), waaronder de nieuwe oven, reserveonderdelen, een extra accu en een monitor. Vooral dit laatste betekende vanuit psychologisch oogpunt een belangrijke stap vooruit tijdens lange vluchten. Immers tot die tijd moesten kosmonauten het doen met slechts een radioverbinding, ook als zij met naaste familieleden spraken. Vanaf nu beschikten ze over beelden van de grond. De installatie hiervan nam enige tijd in beslag, maar op 24 maart was het karwei geklaard. De aangevoerde levensmiddelen bestonden onder meer uit verse groenten, appels, vijf soorten brood, uien en (op verzoek van de bemanning) honing en vers gedroogde aardbeien. Op 30 maart krikte het vrachtschip de baan van het ruimtestation op, dat door de wrijving met de (uiterst dunne) atmosfeer na verloop van tijd langzaam maar zeker hoogte verloor. Op 3 april ontkoppelde Progress 5 en verbrandde twee dagen later tijdens terugkeer in de dampkring. Op 6 april ontstak Sojoez 32 zijn motoren eveneens, om Saljoet 6 in een hogere baan te brengen.

### Koppeling Sojoez 33 gaat mis, bemanning gestrand
Ljachov en Rjoemin zouden visite krijgen van Roekavisjnikov en Ivanov (Bulgarije) aan boord van Sojoez 33. Dit in het kader van het Interkosmos-programma, waarbij landen uit het Oostblok om de beurt een kosmonaut afvaardigden. De beoogde koppeling vond echter nimmer doorgang, want hun ruimtevaartuig ondervond grote problemen met zijn hoofdmotor. Dit noopte hen tot een snelle terugkeer naar de Aarde. Dit had echter zeer vervelende consequenties voor de stationsbemanning. Een toenmalige Sojoez was berekend op een bepaalde technische levensduur van 90 dagen, die Sojoez 32 nu overschreed; bovendien hadden de vluchtleiders grote twijfels over de betrouwbaarheid van diens hoofdmotor. De vijfde Interkosmos-vlucht blies men af en Sojoez 32 zou slechts in het uiterste geval als reddingsboot fungeren. De Sovjet-Unie besloot om eerst het Sojoez-ontwerp te wijzigen alvorens een nieuwe, onbemande capsule te lanceren. Tot die tijd zaten Ljachov en Rjoemin dus min of meer opgesloten in Saljoet 6. Over werk hadden ze overigens niet te klagen. De experimenten die Roekavisjnikov en Ivanov zouden uitvoeren kwamen nu op hun bordje terecht.

### Progress 6
Op 13 mei 1979 koos Progress 6 het luchtruim en meerde aan, waarna het lossen twee dagen duurde. Deze bracht onder meer nieuwe navigatieapparatuur en bracht op 22 mei, 4 juni en 5 juni het station in een hogere baan. Op 28 mei pompte het vrachtschip brandstof over en maakte zich los van Saljoet 6 op 8 juni, om plaats te maken voor Sojoez 34.

### Sojoez 34
De Sojoez 34 beschikte over een verbeterd motorontwerp en voerde 200 kg vracht mee. Nu beschikte de bemanning weer over een betrouwbare ruimtependel om terug naar huis te gaan.

### Progress 7 & KPT-10
Het volgende vrachtschip, Progress 7, koppelde op 4 juli aan en transporteerde 1230 kg aan voorraden, waaronder voedsel en planten, bovendien bracht het post van thuis mee (E-mail bestond nog niet en radioverbindingen naar boven waren duur). Het krikte de baan van Saljoet 6 weer op tot 411 x 399 km. Bovendien bracht het nieuwe Penguin ruimtepakken, die, in tegenstelling tot de vorige, ook druk op het lichaam uitoefenden bij een kosmonaut in ruste. De oude pakken deden dit slechts als de drager ervan bewoog. Verder voerde Progress 7 een uitklapbare radiotelescoop mee, waarvan de schotelantenne een diameter had van 10 meter. De KPT-10 werd aangeleverd als bouwpakket en in opgevouwen toestand bedroeg de diameter slechts 50 cm. Weliswaar kenden Ljachov en Rjoemin het ontwerp, maar ze hadden het nog nooit als geheel in elkaar gezet tijdens hun training. De KPT-10 bevond zich toen nog in de testfase.
KPT-10 moest via de achterkant van het station naar buiten worden gebracht en in de ruimte losgelaten. Hiertoe ontkoppelde Progress 7 zich om middels een tv-camera opnamen te maken, al leverde die slechts vage beelden. Toen de gemonteerde telescoop in de ruimte was gebracht gaf Rjoemin de instructie om de schotelantenne te ontvouwen. De telescoop maakte zich echter niet los van het station, maar bleef achter een uitstekend onderdeel van het station haken. Door de achterste patrijspoorten was zichtbaar, dat de antenne verstrikt was geraakt aan het achterste koppelingsluik. Dit leverde gevaar op bij ontbranden van de hoofdmotor; bovendien konden toekomstige vrachtschepen nu niet meer aanmeren en brandstof overpompen (tanken was slechts mogelijk bij het achterste koppelingsluik).

### Ruimtewandeling
De vluchtleiding overwoog het station op te geven, maar besloot ten langen leste tot een ruimtewandeling, die 1 uur en 23 minuten duurde. Ljachov en Rjoemin gingen op 15 augustus naar buiten om de achterste koppelingspoort vrij te maken. Rjoemin ontdekte dat de baleinen van de antenne in de buitenste isolatielagen van Saljoet 6 staken. Tijdens het doorsnijden van diverse kabels slingerde de KPT-10 wild heen en weer en dreigde Rjoemins ruimtepak open te halen. Na het doorsnijden van de kabels duwde hij de KPT-10 met een 1½ m lange staaf de vrije ruimte in. Ogenblikkelijk onderwierpen de twee kosmonauten de buitenkant van Saljoet 6 aan een nadere inspectie. Hierbij bleek dat gedeelten van de isolatie hadden losgelaten.

## Terugkeer Sojoez 32
Sojoez 32 keerde onbemand naar de Aarde terug op 13 juni 1979 en voerde een zachte landing uit. Enige defecte onderdelen van het ruimtestation nam het mee terug, omdat de constructeurs belangstelling toonden voor het ontstaan van de gerezen technische problemen aan boord.

## Bemanning Sojoez 32 keert terug met Sojoez 34
Ljachov en Rjoemin keerden naar de Aarde terug op 19 augustus 1979. Zij landden 295 km ten noordwesten van Jezqazğan te Kazachstan. Ze hadden ruim 175 dagen in de ruimte doorgebracht en 2755 maal om de Aarde gecirkeld. Dit was meer dan dubbel zo lang als de toenmalige langste Amerikaanse ruimtevlucht. Het boeketje bloemen dat de bergingsploeg hen presenteerde, voelde door de lange tijd (bijna een half jaar) in gewichtloosheid aan als een stapel bakstenen. Die bergingsploeg moest trouwens flink improviseren om hen uit de capsule te krijgen, want de kosmonauten konden door de lange vlucht nauwelijks meer op hun benen staan.
Zowel Ljachov als Rjoemin maakten later nog verscheidene ruimtevluchten; beiden verbleven in totaal ongeveer een jaar in de ruimte.
1 ·
2 ·
3 ·
4 ·
5 ·
6 ·
7 ·
8 ·
9 ·
10 ·
11 ·
12 ·
13 ·
14 ·
15 ·
16 ·
17 ·
18A ·
18 ·
19 ·
20 ·
21 ·
22 ·
23 ·
24 ·
25 ·
26 ·
27 ·
28 ·
29 ·
30 ·
31 ·
32 ·
33 ·
34 · 
35 ·
36 ·
37 ·
38 ·
39 ·
40

T-1 ·  
T-2 ·
T-3 ·
T-4 ·
T-5 · 
T-6 ·
T-7 · 
T-8 ·
T-9 · 
T-10-1 ·
T-10 · 
T-11 ·
T-12 · 
T-13 ·
T-14 · 
T-15